# Havering
Havering (London Borough of Havering) is een Engels district of borough in de regio Groot-Londen, gelegen in het uiterste oosten van de metropool. De borough telt 258.000 inwoners. De oppervlakte bedraagt 112 km².
Van de bevolking is 17,7% ouder dan 65 jaar. De werkloosheid bedraagt 2,6% van de beroepsbevolking (cijfers volkstelling 2001).

## Wijken in Havering
- Ardleigh Green
- Collier Row
- Cranham
- Elm Park
- Emerson Park
- Gidea Park
- Harold Hill
- Harold Wood
- Hornchurch
- North Ockendon
- Rainham
- Romford
- Upminster